# Робърт Холи
Робърт Уилям Холи (на английски: Robert William Holley) е американски биохимик, награден с Нобелова награда за физиология или медицина (заедно с Хар Корана и Маршал Ниренберг) „за описването на структурата на аланиновата транспортна РНК, свързваща ДНК и синтеза на белтъци“ през 1968 г.
Член е на Националната академия на науките на САЩ (1968).

## Биография
Холи е роден в Ърбана, щата Илинойс, САЩ. Завършва гимназия в Ърбана през 1938 г. По-късно следва химия в университета на Илинойс в Ърбана-Шампейн, който завършва през 1942 г.
Започва изследвания в областта на органичната химия в университета Корнел.
По време на Втората световна война Холи прекарва две години под ръководството на професор Винсент ди Виньо в медицинския колеж към университета Корнел, където участва в първата синтеза на пеницилин.
През 1948 г. става асистент професор по органична химия, а през 1962 г. е назначен за професор по биохимия.
По-късно Робърт Холи работи като научен сътрудник и професор в Института за биологични изследвания Солк, а също сътрудничи с Калифорнийския технологичен институт.
Умира на 11 февруари 1993 г. от рак на белите дробове.

## Изследвания
Започва изучаването на РНК след като прекарва известно време в Калифорнийския технологичен институт. Изследванията му върху РНК са свързани първо с изолиране на транспортно РНК и след това определяне и структурата на аланиновата тРНК, т.е. молекулата, която включва аминокиселината аланин в белтъците. Екипът от изследователи на Холи определя тази структура, като използва две рибонуклеази, за да разделят РНК молекулата на части. Всеки ензим разплита молекулата от определени точки със специфични нуклеотиди. След сравняването на разделените участъци екипът е успял да определи структурата на молекулата. Това начинание е завършено през 1964 г. и е ключово откритие за обяснението на синтеза на белтъци по информация от иРНК. Това е и първата нуклеотидна последователност, определяна на РНК дотогава. За това свое откритие Робърт Холи получава Нобелова награда през 1968 г. Наградата той споделя с Хар Корана и Маршал Ниренберг, и е получена за изследвания, които тримата лауреати провеждат независимо един от друг.
Като използват метода на екипа на Холи, много други учени определят последователността на останалите тРНК-и. Няколко години по-късно този метод е модифициран, за да се проследяват последователности от нуклеотиди в много вируси и бактерии.